# Postępowanie w sprawie wydawania zaświadczeń
Postępowanie w sprawie wydawania zaświadczeń – uproszczone postępowanie administracyjne, które zmierza do urzędowego potwierdzenia określonych faktów lub stanu prawnego poprzez wydanie zaświadczenia. W Polsce uregulowane jest w dziale VII. Kodeksu postępowania administracyjnego. Zaświadczenie należy wydać, jeśli przepis prawa wymaga urzędowego poświadczenia określonych faktów lub stanu prawnego oraz jeśli osoba ubiega się o zaświadczenie ze względu na swój interes prawny w urzędowym potwierdzeniu określonych faktów lub stanu prawnego. Organ administracyjny ma obowiązek wydać zaświadczenie, gdy chodzi o potwierdzenie faktów lub stanu prawnego, wynikających z prowadzonej przez ten organ ewidencji, rejestru lub innych danych znajdujących się w jego posiadaniu.